# Gary Goldman (Drehbuchautor)
Gary Leon Goldman (* 17. September 1953) ist ein US-amerikanischer Drehbuchautor und Regisseur.

## Leben
Der 1953 geborene Gary L. Goldman wuchs in New Orleans auf, wo er die Ben Franklin High School besuchte.
Goldman studierte bis 1975 an der Brandeis University in Waltham, Massachusetts. Früh zeigte er ein Interesse für das Filmemachen, wobei er ursprünglich eine Karriere als Regisseur anstrebte. Er wechselte an die University of California, Los Angeles, wo er Filmwissenschaften studierte. Während dieser Zeit lernte Goldman den französischen Regisseur Louis Malle kennen, mit dem er an Filmdrama Pretty Baby arbeitete.
Später setzte Goldman verschiedene Dokumentarfilme um, darunter Degas in New Orleans, für den er Louis Malle als Erzähler gewinnen konnte. Der Film erhielt eine Einladung zu den Internationalen Filmfestspielen von Cannes 1978, wo er in der Kategorie Un Certain Regard gezeigt wurde. 1979 drehte er ebenfalls in New Orleans den Dokumentarfilm Yes Ma'am, der sich dem schwierigen Verhältnis zwischen schwarzen Haushaltshilfen und ihren weißen Arbeitnehmern widmete.
Danach arbeitete Goldmann zwei Jahre als Production and Development Executive für die Produzenten Lawrence Gordon und Joel Silver bei Paramount Pictures.
Goldman verfasste gemeinsam mit David Z. Weinstein das Drehbuch zu John Carpenters Fantasyfilm Big Trouble in Little China. Goldman und Weinstein mussten ihre Writing Credits erst durch eine Entscheidung der Writers Guild of America bestätigen lassen, nachdem das Studio das Drehbuch zuvor von W. D. Richter hatte überarbeiten lassen und diesen als Drehbuchautor benannt hatte. Der Film erntete bei seiner Veröffentlichung nur durchwachsene Kritiken und floppte an den Kinokassen. Erst mit der Veröffentlichung auf Video wurde er mit den Jahren zum Erfolg und bei vielen Fans zum Geheimtipp.
Goldmans nächstes Drehbuchprojekt Warrior wurde nicht verfilmt, weckte aber das Interesse von Paul Verhoeven. Dieser brachte Goldman mit Ron Shusett und Dan O’Bannon zusammen, damit sie am Drehbuch von Die totale Erinnerung – Total Recall arbeiten konnten, für dessen Adaption Ron Shusett bereits 1976 eine Option erworben hatte. Der Film wurde 1990 von Verhoeven mit Arnold Schwarzenegger in der Hauptrolle verfilmt. Goldman, Shusett und O’Bannon waren für das Drehbuch bei der Saturn-Award-Verleihung 1991 in der Kategorie Bestes Drehbuch nominiert.
Der ebenfalls 1990 veröffentlichte Kriegsfilm Navy Seals – Die härteste Elitetruppe der Welt mit Charlie Sheen, Michael Biehn und Bill Paxton in den Hauptrollen fiel bei der Kritik jedoch durch. Goldman urteilte später, der Regisseur habe „alles genommen, was gut in seinem Drehbuch war und dann den Rest gefilmt“.
Danach schrieb Goldman einen ersten Entwurf für einen nie realisierten X-Men-Film, dessen Rechte Carolco Pictures 1991 erworben hatte.
1992 arbeitete er erneut für Paul Verhoeven als Script Doctor am Drehbuch des Erotikthrillers Basic Instinct.
Ron Shusett und Gary Goldman arbeiten viele Jahre an einer Adaption von Der Minderheiten-Bericht, einer Kurzgeschichte von Philip K. Dick. Es entstanden drei Drehbuchentwürfe, aber letztlich blieb im finalen Drehbuch nicht genug von ihrer Arbeit enthalten, so dass ihnen ein Writing Credit verweigert wurde. Als Regisseur Steven Spielberg 2002 das Drehbuch schließlich als Minority Report verfilmte, wurden Goldman und Shusett als Executive Producer genannt.
Für den 2007 verfilmten Actionfilm Next verfasste Goldman ein Drehbuch, dessen Grundidee auf der Kurzgeschichte Der goldene Mann von Philip K. Dick beruht.
Goldman unterrichtete unter anderem an der University of Southern California, der Northwestern University und der Chapman University.

## Filmografie (Auswahl)
Regie
- 1978: Degas in New Orleans
- 1982: Yes Ma’am

Drehbuch
- 1986: Big Trouble in Little China
- 1990: Die totale Erinnerung – Total Recall (Total Recall)
- 1990: Navy Seals – Die härteste Elitetruppe der Welt (Navy Seals)
- 2007: Next